# Hillman Gazelle
La Gazelle è una autovettura costruita dalla Chrysler Australia con marchio Hillman dal 1966 al 1967.

## Contesto
Basata sulla Singer Gazelle, la Hillman Gazelle era offerta solo in versione berlina quattro porte, ed era essenzialmente una versione di qualità superiore della Hillman Minx Serie VI.
Era mossa da un motore a quattro cilindri da 1725 cm³ di cilindrata che produceva 85 bhp di potenza, 15 bhp in più della Minx grazie principalmente alla testata in lega.
La Chrysler Australia sostituì sia la Minx che la Gazelle con la Hillman Hunter nel 1967.